# Championnat de France des rallyes 1994
Navigation
Édition précédente Édition suivante
Le Championnat de France des rallyes 1994 a été remporté par le pilote corse Patrick Bernardini au volant d'une Ford Escort RS Cosworth. Il s'est imposé à l'issue d'un match à trois avec Sylvain Polo et François Chatriot.
Les pilotes officiels Renault ont dominé la catégorie deux litres. En effet, les quatre pilotes de la marque au losange (Jean Ragnotti, Philippe Bugalski, Alain Oreille et Serge Jordan) ont obtenu toutes les victoires dans la catégorie.

## Réglementation du championnat
voici quelques points principaux de la réglementation :
- Barème des points :

Les points sont attribués au scratch, au groupe et à la classe selon le système suivant :
| Place   | 1er | 2e | 3e | 4e | 5e | 6e |
| ------- | --- | -- | -- | -- | -- | -- |
| Général | 9   | 6  | 4  | 3  | 2  | 1  |
| Groupe  | 6   | 4  | 3  | 2  | 1  |    |
| Classe  | 5   | 3  | 2  | 1  |    |    |

Seuls les huit meilleurs résultats sont retenus. 
- Véhicules admis :

Autos conformes à la réglementation technique en cours des groupes A et N. Les autos caduques (FA, FN, et N) roulent dans un national de doublure.

## Rallyes de la saison 1994
| N° | Dates                     | Rallye                 | Vainqueur           | Copilote           | Voiture                 |
| 1  | 24 mars-27 mars           | Rallye Grasse-Alpin    | François Chatriot   | Denis Giraudet     | Toyota Celica 4WD       |
| 2  | 4 mai-8 mai               | Tour de Corse          | Didier Auriol       | Bernard Occelli    | Toyota Celica 4WD       |
| 3  | 26 mai-29 mai             | Rallye d'Antibes       | Pierre-César Baroni | Michel Bathelot    | Ford Escort RS Cosworth |
| 4  | 10 juin-12 juin           | Rallye Alsace-Vosges   | François Chatriot   | Denis Giraudet     | Toyota Celica 4WD       |
| 5  | 24 juin-26 juin           | Ronde Cévenole         | Patrick Bernardini  | Catherine François | Ford Escort RS Cosworth |
| 6  | 22 juillet-24 juillet     | Rallye du Rouergue     | Sylvain Polo        | Colette Néri       | Ford Escort RS Cosworth |
| 7  | 1er septembre-4 septembre | Rallye du Mont-Blanc   | François Chatriot   | Denis Giraudet     | Toyota Celica 4WD       |
| 8  | 1er octobre-2 octobre     | Rallye du Limousin     | Patrick Bernardini  | Catherine François | Ford Escort RS Cosworth |
| 9  | 21 octobre-23 octobre     | Rallye du Touquet      | François Chatriot   | Denis Giraudet     | Toyota Celica 4WD       |
| 10 | 4 novembre-6 novembre     | Critérium des Cévennes | Patrick Bernardini  | Catherine François | Ford Escort RS Cosworth |
| 11 | 25 novembre-27 novembre   | Rallye du Var          | Sylvain Polo        | Colette Néri       | Ford Escort RS Cosworth |

## Classement du championnat
| Place | Pilote              | Voiture                      | 1   | 2   | 3   | 4   | 5   | 6   | 7   | 8   | 9   | 10  | 11  | Points |
| ----- | ------------------- | ---------------------------- | --- | --- | --- | --- | --- | --- | --- | --- | --- | --- | --- | ------ |
| 1er   | Patrick Bernardini  | Ford Escort RS Cosworth      |     | 7e  | 2e  | 3e  | 1er | 2e  | 3e  | 1er | 2e  | 1er | ab  | 121    |
| 2e    | Sylvain Polo        | Ford Escort RS Cosworth      | 4e  |     | ab  | ab  | 2e  | 1er | 2e  | 3e  | 3e  | 2e  | 1er | 104    |
| 3e    | François Chatriot   | Toyota Celica 4WD            | 1er |     |     | 1er |     |     | 1er | 2e  | 1er | ab  |     | 93     |
| 4e    | Rémi Samuel         | Ford Escort RS Cosworth Gr N | ab  |     | 13e | 10e | 12e | 10e | ab  | 10e | 22e | 9e  | 11e | 75     |
| 5e    | Jean Ragnotti       | Renault Clio Williams        | 3e  | 8e  | ab  | ab  | 4e  | 4e  | 4e  | 7e  | 7e  | ab  | ab  | 58     |
| 6e    | Philippe Bugalski   | Renault Clio Williams        |     | ab  | 5e  | ab  | 5e  | 6e  | 5e  | ab  | 4e  | 4e  | 2e  | 56     |
| 7e    | Pierre-César Baroni | Ford Escort RS Cosworth      | 2e  |     | 1er | 2e  | 52e | ab  | ab  | 4e  | ab  | ab  | ab  | 52     |
| 8e    | Eddie Mercier       | Renault Clio Williams Gr N   |     | 18e | 14e | ab  | 18e | ab  | 13e | 14e | 19e | 16e | ab  | 49     |
| 9e    | Alain Oreille       | Renault Clio Williams        | 5e  | ab  | 4e  | 5e  | 6e  | 7e  | 7e  | 6e  | ab  | 7e  | 3e  | 45     |
| 10e   | Serge Jordan        | Renault Clio Williams        |     | 9e  | ab  | 4e  | 7e  | 3e  | ab  | ab  | 5e  | ab  | ab  | 36     |

### Autres championnats/coupes sur asphaltes
- Championnat de France des rallyes 2e division :
  - 1er  Hugues Delage sur BMW M3 avec 160pts ;
  - 2e  Pierre Bos sur Ford Escort RS Cosworth avec 107pts ;
  - 3e  Pascal Thomasse sur Ford Escort RS Cosworth avec 46pts.

- Volant Peugeot 106 Rallye :
  - 1er  Michel Boetti avec 135pts ;
  - 2e  Lionel Montagne avec 135pts ;
  - 3e  Olivier Deville avec 133pts.

- Challenge Citroën AX GTI :
  - 1er  Patrice Rouilt avec 302pts ;
  - 2e  Richard Bartolini avec 264pts ;
  - 3e  Xavier Fressoz avec 210pts.

- Trophée Citroën ZX :
  - 1er  Dominique Bajard avec 314pts ;
  - 2e  Joel Thiery avec 231pts ;
  - 3e  Régis Achard avec 209pts.

- Coupe Renault Clio Williams :
  - 1er  Daniel Forès avec 163pts ;
  - 2e  Michel Deleuze avec 146pts ;
  - 3e  Patrick Vernet avec 139pts.

- Trofeo Fiat Cinquecento :
  - 1er  Priscille De Belloy avec 87pts ;
  - 2e  Gaël Lesoudier avec 84pts ;
  - 3e  Renaud Poutot avec 72pts.